# Раковець (Львівський район)
Ра́ковець (у давнину — Млинівці) — село в Україні, в Львівському районі Львівської області. Відстань до колишнього райцентру становить 14 км, що проходить автошляхом місцевого значення. Відстань до найближчої залізничної станції Щирець II становить 14 км. Входить до складу Солонківської територіальної громади, голова ради Дубневич Богдан Васильович. Населення становить 207 осіб.

## Населення
За даними перепису населення 2012 року в селі мешкало лише 207 осіб, а мовний склад села був таким:
| українська | 195 | 94,20 |
| російська  | 11  | 5,31  |
| польська   | 1   | 0,48  |

## Топоніми
За деякими переказами, нинішня назва села Раковець походить від раків, яких вдосталь водилося у цих місцях. Інша ж назва тодішнього міста звучала як Млинівці. Пов'язане це з тим, що на річці Зубра тоді було багато млинів.

## Історія
Точна дата заснування села невідома. Деякі польські джерела говорять, що вже в 1466 році власником села був Петро Бучацький з Чешибісів, радянські історики вказують іншу дату, що село було засноване у 1484 році.
В монографії польського історика Анджея Жакі «Świrz» згадується документ про поділ маєтку Мартина Свірзького між його синами, датований 1530 роком. Між іншим там зазначається, що Підтемне, Монастир та Млинівці відходять до Станіслава та Єжи як спільна власність. З тої ж монографії відомо, що Мартин успадкував той маєток від своєї тітки Малгожати (Маргарити) Романовської, якій він належав ще до 1490 року.
У 1598 році мечник львівський Миколай Нарайовський гербу Янина заснував в селі римо-католицьку парафію.
6 вересня 1603 року вперше в офіційних документах згадується село під своєю нинішньою назвою — Раковець. Саме тоді за рішенням третейського суду у Львові, після багаторічних скарг власників Раковця до власників навколишніх сіл та чисельних судових засідань, була підписана добровільна згода між сторонами конфлікту, у якій було чітко вказано межі Раковця.
У 1615 році землі села розподілені між львівським мечником Миколаєм Наройовським та жидачівським войським Кшиштофом Лешньовським. Пізніше, у 1623 році, Ельжбета Гумницька (з Лешньовських) дарувала частину маєтку львівському монастирю єзуїтів. Інша частина Раковця була власністю монастиря бенедиктинок. Обидва ордени тривалий час перебували у майновій та судовій суперечці.
Аж до початку XX століття село залишається розділеним між різними власниками. Серед них фігурує і Альфред Потоцький. Наприкінці XIX століття дідичем більшої частини села був посол до Галицького сейму Давид Абрагамович гербу Бурчак. У 1905 році частина села належала Роману Потоцькому, решта Ісааку Герстману та монастирю бенедиктинок.
Колишнє містечко оточене пагорбами вкритими лісом і оточене мальовничою природою і прекрасними краєвидами. Раковець має два передмістя: одне внизу по річці і друге — в горі по річці. У своїй верхній частині з планістичного боку Раковець зберігся таким, як тоді, коли був містечком за Австрії. Колишнє Середмістя дуже компактне, маленьке. Свого часу йому було надане також Магдебурзьке право. За Австрії міські привілеї для Раківця були скасовані. Не останню роль відіграло те, що поряд розбудовувалося й розвивалося інше велике місто — Львів, з яким було важко конкурувати.
Центр Раківця формує Ринок квадратної форми, характерний для будь-якого середньовічного міста. Як і всі європейські міста, Раковець теж мав свою площу Ринок, яка збереглася і понині. Сама площа Ринок є унікальною, оскільки розташована не на рівнині, а на схилі. Один кінець Ринку вищий від іншого на десять метрів. Ринок був забудований за класичною магдебурзькою схемою: з чотирьох кінців площі відходять коротенькі і маленькі вулиці. Усі вони збереглися до сьогодні. Щоправда, площа Ринок настільки компактна та маленька, що її дуже легко пропустити.
Деякі джерела розповідають, що у Раковці був також замок, орієнтовно у XVI—XVII століттях. Про нього є письмові згадки, але зараз уже важко визначити його розташування. Цей замок, як і багато навколишніх, не дуже потужних, був зруйнований. Добре збережені лише скарпи та залишки рову, які служили обороною, і які теж варто зберегти як пам'ятку оборонного мистецтва.

## Історичні пам'ятки

### Пам'ятки архітектури

#### Костел святого Валентина
Парафіяльний костел святого Валентина був побудований у 1822—1856 роках, на пагорбі у центрі села, і був вже четвертим по черзі, після попередніх дерев'яних храмів, які знаходилися на цьому місці.
Перші згадки про наявність у Раковці римо-католицької парафії датуються 1598 роком і найімовірніше тоді вже існував перший дерев'яний храм. Скоріше за все він був пошкоджений під час турецько-татарської навали 1620—1621 років і тривалий час стояв пусткою та не відновлювався.
У 1704 році єзуїти розібрали рештки старого храму та на його місці побудували новий дерев'яний храм. Під час однієї з візитацій до Раковця, храм вже був описаний як старий і в процесі цілковитої руйнації.
У 1746 році єзуїти разом і монахинями бенедиктинками найняли майстра Мартина Ласечко, аби той збудував новий, ідентичний попередньому храм.
У 1774 році на хорах цього костелу був орган-позитив (без педалі) на 6 голосів, помальований у чорне, але зіпсований.
На початку XIX століття, храм був вже в такому поганому стані, що у 1810 році був опечатаний та зачинений, а до 1822 року будівлю храму було розібрано, і на його місці був закладений перший камінь під нову святиню.
У 1856 році храм був вже готовий, і 5 жовтня, архієпископ львівський Лукаш Баранецький здійснив чин освячення храму.
У 1880 році під час чергової пожежі костел сильно постраждав, але за короткий період часу відбудований до нинішнього вигляду.
Храм побудований із тесаного каменю вапняку, з цегляними фронтонами. Прямокутна нава (неф) з верхнім і нижнім святилищем (пресбітерієм), що замкнута півколом апсиди. Фасад триярусний з круглим вікном (роза) з мереживним орнаментованим оздобленням, збагаченим насиченими кольоровими вітражами. При святилищі з південного боку знаходиться ризниця (захристя).
Стіни храму із зовнішньої сторони — гладкі, непотиньковані, не мають архітектурного декору, лише на головному фасаді є ризаліт, котрий слабо виступає та довершений цегляним ступінчастим фронтоном. Двосхилий дах, а на гребені даху була встановлена ажурна сигнатурка з хрестом, яка разом з дахом завалилася і цілковито зруйнувалася у 2013 році. Хрест нині зберігається у місцевому храмі Покрову Пресвятої Богородиці.
У верхній частині фронтону ніша, де до 2015 року знаходилася гіпсова (алебастрова) фігура Непорочного Зачаття Пресвятої Діви Марії. Фігура виконана у 1893 році відомим польським скульптором італійського походження Віктором Дзаккі.
Фігура Матері Божої стояла над селом, як мовчазливий свідок усіх історичних подій, що відбувалися тут. Фігура, у частині правої сторони обличчя, була прострілена у безбожні часи комунізму, і їй бракувало правої щоки. А вся поверхня фігури була в аварійному стані, на скульптурі було багато втрат, два отвори в голові, один на спині під лопаткою, відпали руки, тріснула навпіл куля на якій стояла Богородиця. Тулуб скульптури був заповнений покинутим гніздом шершнів.
Щоб запобігти повній руйнації цього витвору сакральної скульптури, місцева греко-католицька громада у лютому 2015 року, своїми силами спромоглася розпочати консерваційні заходи по її збереженню. І вже на храмовий празник Покрову Пресвятої Богородиці, 14 жовтня 2015 року, Раковецька громада зустрічала процесійно та урочисто відновлену фігуру Богородиці, яка повернулася до Раковця. Нині фігура Пресвятої Діви Марії зберігається у місцевому греко-католицькому храмі, очікуючи відновлення фронтону храму святого Валентина, щоб повернутися на своє місце.
Дзвіниця, як окрема будівля, стояла поруч з костелом святого Валентина та була мурованою, трипролітною.
У 1895 році у костелі з'явився новий орган фабрики Яна Слівінського, на 6 голосів.
У роки першої світової війни від реквізиції костел втратив усі дзвони, металеві деталі органу та срібний кубок (з викладу збитків 1919 року).
У 1946 році після закриття храму та від'їзду поляків зі села на свою історичну батьківщину, більшу частину інтер'єру було знищено і спалено. Деякі вцілілі образи, зокрема, образи святого Валентина (пензля Оттона Едварда Боржемського, близько 1930 року) та образ Святого Йосифа (пензля Владислава Россовського, близько 1909 року), пізніше були перенесені з костелу до греко-католицької церкви Покрову Пресвятої Богородиці, де зберігаються й понині.
Розповідається, що в храмі святого Валентина нібито була також і чудотворна ікона, яку місцеві поляки, щоб врятувати, взяли із собою до Польщі.
Від 1952 року тут знаходився колгоспний склад, який використовувався, то для зберігання мінеральних добрив, то запчастин для техніки, то паперу або ж інших потреб колгоспу.
Від 1980-х років й понині храм стоїть пусткою та у аварійному стані. Через те, що дах був пошкоджений та затікав, погнили крокви, та зруйнувалося вщент склепіння, а 2013 року повністю обвалився дах разом із сигнатуркою та хрестом. Греко-католицькій громаді вдалося зберегти цілою якусь частину черепиці, якою був покритий дах. В стіни храму вросли кущі та дерева. Цегляні щити пошкоджені. У середині пошкоджені стіни, а на підлозі залишилися рештки тиньку, побитої черепиці, зогнилі дерев'яні крокви та конструкції даху, що завалився, кавалки цегли, камінь, ґрунт і все це поросло хащами.
Найкраще в храмі збереглося святилище (пресбітерій), у якому можна побачити старий розпис, а з нагоди 160-літнього ювілею храму, там було встановлено репродукцію образу святого Валентина, оригінал якого знаходиться у храмі Покрову Пресвятої Богородиці.
В середині храму в головній наві з правої сторони головної арки, видно ще дерев'яний дашок, що залишився від зруйнованої настінної казальниці, а при вході до храму ще можна побачити напівзруйнований дерев'яний хор. Добре збереглося приміщення плебанії, розташоване біля храму.
20 червня 2013 року на XXIV сесії Львівської обласної ради VI скликання було ухвалено рішення за № 797 «Про затвердження Регіональної програми розбудови сфери охорони культурної спадщини Львівської області на 2013—2015 роки». У відповідності з цим рішенням були визначені пам'ятки, які не використовуються або використовуються неефективно, потребують проведення найневідкладніших протиаварійних та ремонтно-реставраційних робіт (додаток 2), серед яких є й костел Святого Валентина в с. Раковець, Пустомитівського р-ну, Львівської області. З обласного бюджету навіть були виділені кошти на весь період проведення робіт. Поки що нічого ще не зроблено. Храм далі продовжує руйнуватися і очікує на невідкладне втручання, для того щоб не зникнути зовсім.
Місцева греко-католицька громада доглядає, як може за святинею і виходячи із своїх можливостей старається врятувати від цілковитого зникнення цю пам'ятку архітектури національного значення (охоронний № 480).
У 2016 році, напередодні святкування 160-літнього ювілею костелу святого Валентина, парафіяни греко-католицької церкви Покрову Пресвятої Богородиці розчистили приміщення костелу від будівельного та іншого сміття, так, щоби можна було зайти до храму та помолитися, а також облаштували прилеглу до храму територію.
За старанням греко-католицької громади, з нагоди Ювілею — 160-ліття від дня освячення храму, з італійського міста Терні, де похований святий, прибули мощі святого Валентина — патрона і покровителя храму.
26 червня 2016 року — в неділю Всіх Святих, яка, за церковним календарем, припала на першу неділю після П'ятидесятниці, місцева громада, на чолі з сільським головою Раковця, урочистою ходою зустрічали на початку села мощі Святого мученика Валентина, які привезли з Італії Отці Салезіяни. Провінційний настоятель отців Салезіян отець Кароль Манік урочисто передав мощі святого місцевій греко-католицькій парафії для почитання та зберігання.
У храмі святого Валентина відбувся Молебень, а потім процесійно мощі Святого мученика Валентина були перенесені до храму Покрову Пресвятої Богородиці, де з благословення Митрополита Львівського Ігоря (Возьняка), разом з іншими мощами Святих мучеників — Теодора, Вінкентії, Юстина і Християна, були виставленні для почитання вірним.
Тепер до Раковця прибувають прочани, щоб помолитися та просити заступництва у святих мучеників Теодора, Вінкентії, Юстина і Християна, а також і у святого Валентина, який є заступником і цілителем недужих, головно від епілепсії.

#### Храм Покрову Пресвятої Богородиці
Дерев'яний парафіяльний храм Покрову Пресвятої Богородиці, збудований у 1904 році за проектом відомого українського архітектора Василя Нагірного ймовірно на місці більш давнішої церкви.
Храм знаходиться біля центру села, на пагорбі який переходить у схил. За архітектурою церква хрещата в плані одноверха. Складається з бабинця, в плані наближеного до квадрату, до якого з заходу прилягає квадратова нава з вкороченими рівноширокими бічними раменами і вівтаря гранчастої форми, що знаходиться на сходину вище, з прибудованими ризницями.
Над входом до церкви влаштований ґанок відкритого типу, захищений двосхилим дашком, який розриває піддашшя, що оперізує церкву. Над дверми напис — рік заснування храму 1904. Піддашшя довкола храму опирається на короткі випусти вінців зрубів і приставні кронштейни. Стіни під опасанням складаються з голого зрубу, над опасанням — шальовані вертикально дошками і лиштвами. Четверик нави завершує високий світловий восьмерик, вкритий банею (куполом) з маківкою на вершині.
Загалом храм є шість куполів: один великий та п'ять менших.
На схід від церкви збереглася дерев'яна квадратова в плані двоярусна дзвіниця, вкрита пірамідальним наметовим дахом, котра має три дзвони. Також біля храму знаходиться цвинтар.
На початку 1960-х років церква була остаточно закрита.
На початку 1980 року в приміщенні пообіцяли створили філію Львівської картинної галереї та зробити капітальний ремонт, але ці обіцянки не були втілені в життя.
1988 року, комуністична влада так і не відремонтувала церковну споруду. Тому своїми силами парафіяни сіл Раковця та Новосілок вирішили самотужки почати ремонтувати духовну святиню. До того ж так звана експозиція картинної галереї насправді жодного дня так і не працювала, а вірним доводилося ходити на богослужіння аж до Хоросна. Люди тривалий час писали листи від громади до вищих партійних чинів Радянського Союзу з вимогою поновлення богослужінь у раковецькій церкві, але отримали остаточну відповідь, що реєструвати релігійну громаду та її церкву недоцільно. Нарешті, правдами-неправдами органи влади скликали сільський схід, на якому тогочасний секретар райкому партії повідомив, що церква у селі не діє, бо вона знята з реєстрації. Та навіть і після цього вердикту вірні продовжували відправляти у церкві богослужіння. Тоді храм опечатали. Такий черговий захід комуністичної влади не зупинив людей. Громада с. Раковець за підтримки громади с. Новосілка далі продовжувала настоювати на відкритті їхнього храму.
15 січня 1989 року нарешті відбулося відкриття церкви. Громада з великою радістю та духовним піднесенням святкували цю подію. Відбулася перша Служба Божа у знову відкритому храмі.
20 серпня 1991 року була зареєстрована греко-католицька релігійна громада та парафіяльна церква Покрову Пресвятої Богородиці у с. Раковець.
Унікальну мистецьку цінність цього храму становить іконостас, вівтар, кіот (дарохранильниця) та його внутрішнє оздоблення, дерев'яний балдахін над вівтарем, дерев'яні канделябри та розпис у святилищі та інші образи у храмі.
Художниками Теодором Гриневичем, Володимиром Волошинським, Миколою Жовніром виконано настінний розпис храму, а останній, на власних засадах, збудував школу, яку невдовзі очолив. Декілька образів, що є у храмі походять з костелу святого Валентина.
Ліворуч у храмі тепер стоїть фігура Матері Божої, яка в зруйнованому стані стояла на фронтоні костелу святого Валентина аж до 2015 року, а після здійснених невідкладних консерваційних заходів для її збереження, місцева греко-католицька громада, урочисто встановила її тут 14 жовтня 2015 року на храмовий празник Покрову Пресвятої Богородиці. Фігура Матері Божої тепер зберігатиметься у храмі доти, доки не відреставрується і не укріпиться головний фронтон костелу святого Валентина і не створяться безпечні умови для її повернення у нішу головного фронтону костелу.
У храмі знаходяться мощі Святого мученика Валентина, а також мощі ще чотирьох Святих мучеників: Теодора, Вінкентії, Юстина та Християна, які були знайдені у 2013 році отцями Салезіянами в захристії храму, у трьох мармурових чотирикутних плитах, куди були вставлені мощі. Ймовірно ці мармурові плити з мощами святих мучеників знаходилися колись на трьох вівтарях храму святого Валентина.
Святі мощі мучеників, з благословення Митрополита та Архиєпископа Львівської архієпархії УГКЦ, були урочисто виставлені для почитання вірних 26 червня 2016 року в неділю всіх святих.
14 жовтня 2015 року, на храмовий празник Покрову Пресвятої Богородиці, Преосвященніший владика Венедикт, єпископ-помічник Львівської Архиєпархії, під час пастирського візиту до Греко-католицької парафії Покрову Пресвятої Богородиці с. Раковець, яка від 2013 року знаходиться під опікою Згромадження отців Салезіян, звершив Архиєрейську Божественну Літургію та виголосив проповідь. З нагоди храмового свята, Преосвященніший Владика також освятив новий великий хрест та церковний майдан, який парафіяльна громада вимостила перед входом до храму.
Через свою мистецьку цінність та присутність мощей п'ятьох святих мучеників храм Покрову Пресвятої Богородиці у Раковці є знаковим місцем для багатьох прочан.
На території церкви (поблизу цвинтаря) знаходиться могила, в якій спочиває вічним сном колишній єпископ Васильківський УПЦ КП, вікарій Київської єпархії Панкратій (Тарнавський). У нижній частині надгробної плити є надпис: «Я є воскресіння і життя. Хто вірує в Мене, Хоч і вмре, житиме.» (Івана 11.25).

### Пам'ятки монументального мистецтва
- Меморіал Борцям за волю України.
- Пам'ятник воїнам-односельцям, які загинули у війні 1941—1945 років.

## Культурні заходи
Щорічно, на празник Преображення Господнього, у Раковці відбувається міжнародний фольклорний фестиваль «Раковецькі передзвони». Оригінальною розвагою фестивалю є виступи козаків, а найцікавішим дійством — посвята у козаки чоловіків із натовпу.
Не забули на «Раковецьких передзвонах» і про нашу рідну — українську кухню. Кожен охочий міг скушувати вареників, козацького кулішу, закарпатського бограча та шашлику. На ярмарку, що діє на фестивалі, можна придбати запашного меду, кожен з різної пасіки та вироби народних майстрів — глиняні глечики ручної роботи, гаварецька кераміка, картини (мальовані, вишиті, з бісеру), чарівні прикраси тощо. Справжнім епіцентром уваги шанувальників народного промислу стали плетені обереги — ляльки-мотанки.
13—14 серпня 2016 року у Раковці відбувся фестиваль «Медовий спас». У програмі свята Молебень і благословення бджолиної продукції (біля каплички святого архистратига Михаїла), ярмарок продукції бджільництва, дегустація меду і медових напоїв, конкурси та вікторини.

## Інфраструктура
Бюджетоутворюючим підприємством Раковецької сільської ради є АЗС (560-й км. автошляху Київ—Чоп). Діють три готельно-ресторанних комплекси. В селі налагоджено вуличне освітлення та оновлено дорожню інфраструктуру. На громадських засадах відновлено пам'ятник воїнам-односельцям, які загинули у війні 1941—1945 років.
Через Раковець проходить центральна високовольтна лінія Добротвір-Угорщина, газопровід Дашава-Київ.

## Відомі люди
- Стеблій Феодосій Іванович — кандидат історичних наук, завідувач відділу нової історії України Інституту українознавства імені Івана Крип'якевича НАН України. Протягом 1949—1951 років працював викладачем історії у Раковецькій семирічній школі.[21]

## Галерея

В'їзд до села
Храм Покрови Пресвятої Богородиці (1904)
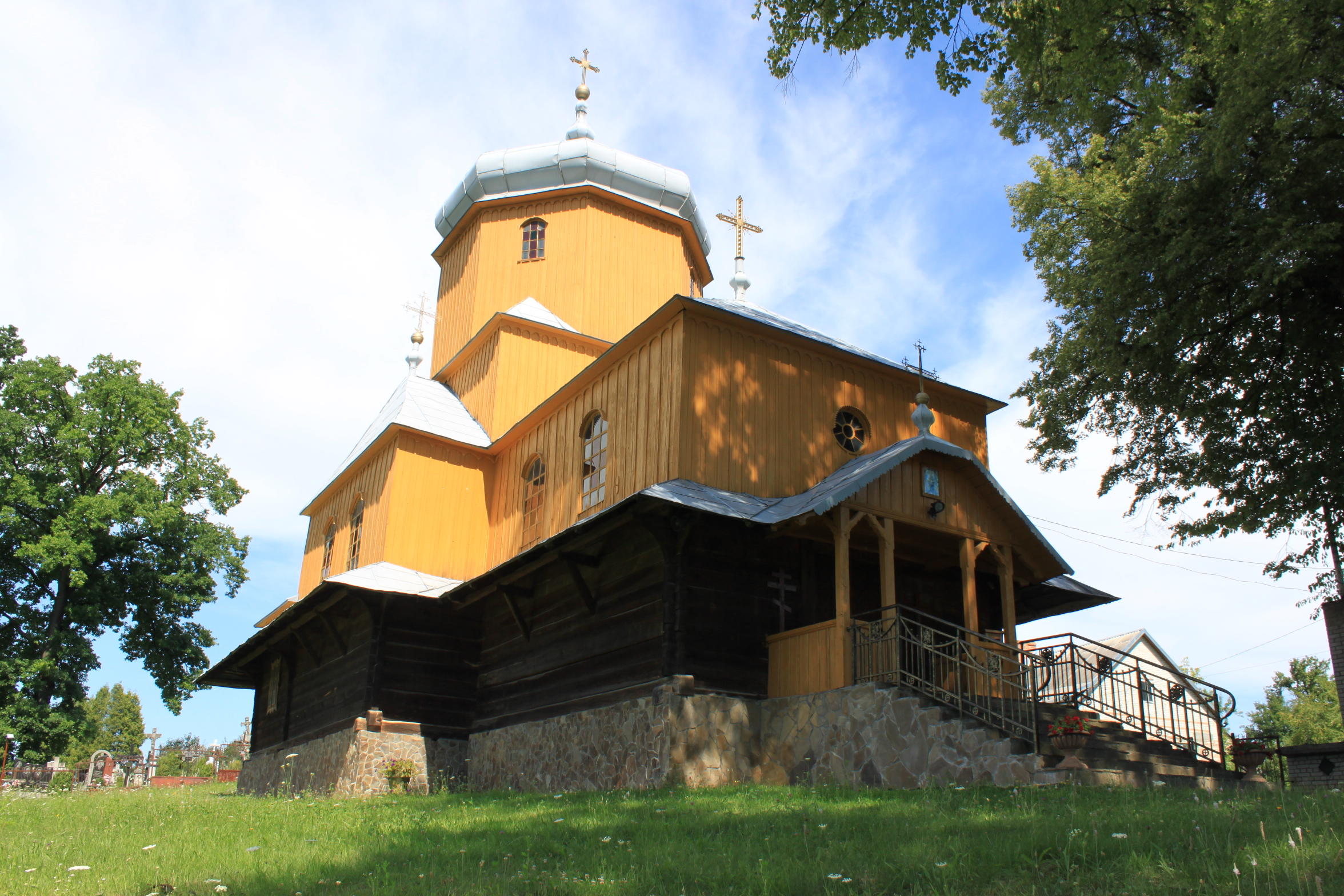
Храм Покрови Пресвятої Богородиці (1904)
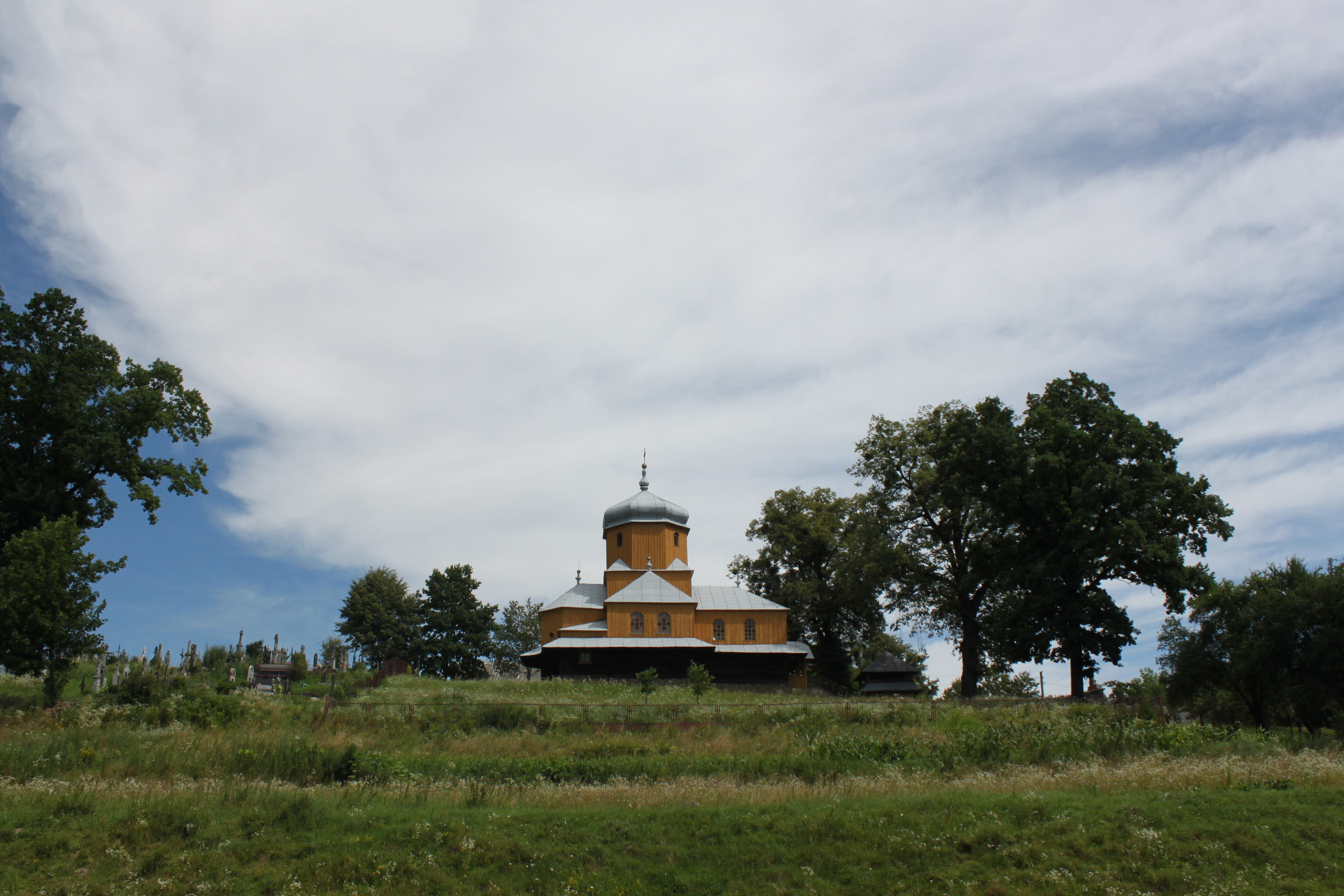
Храм Покрови Пресвятої Богородиці (1904)
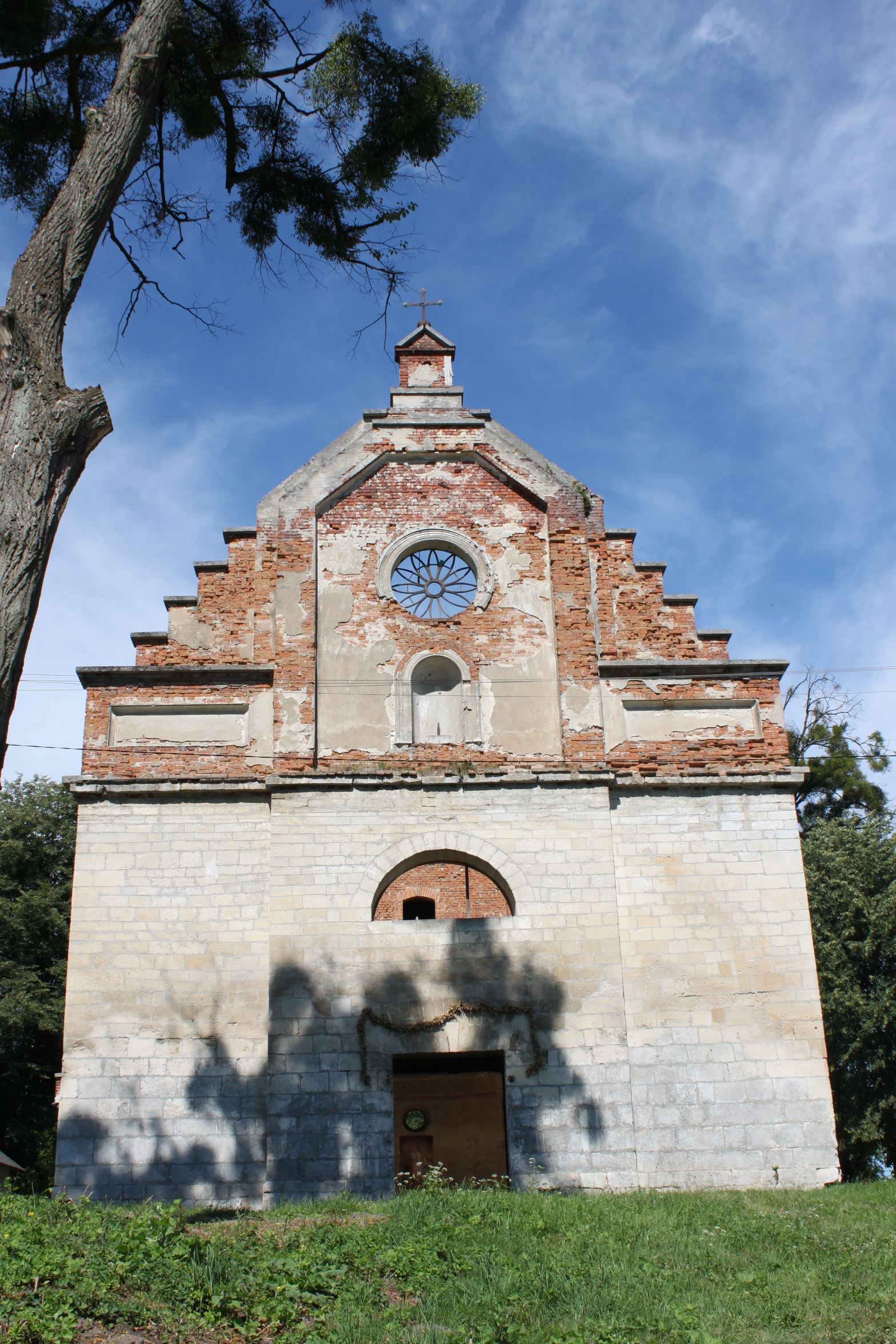
Костел Святого Валентина (1856)
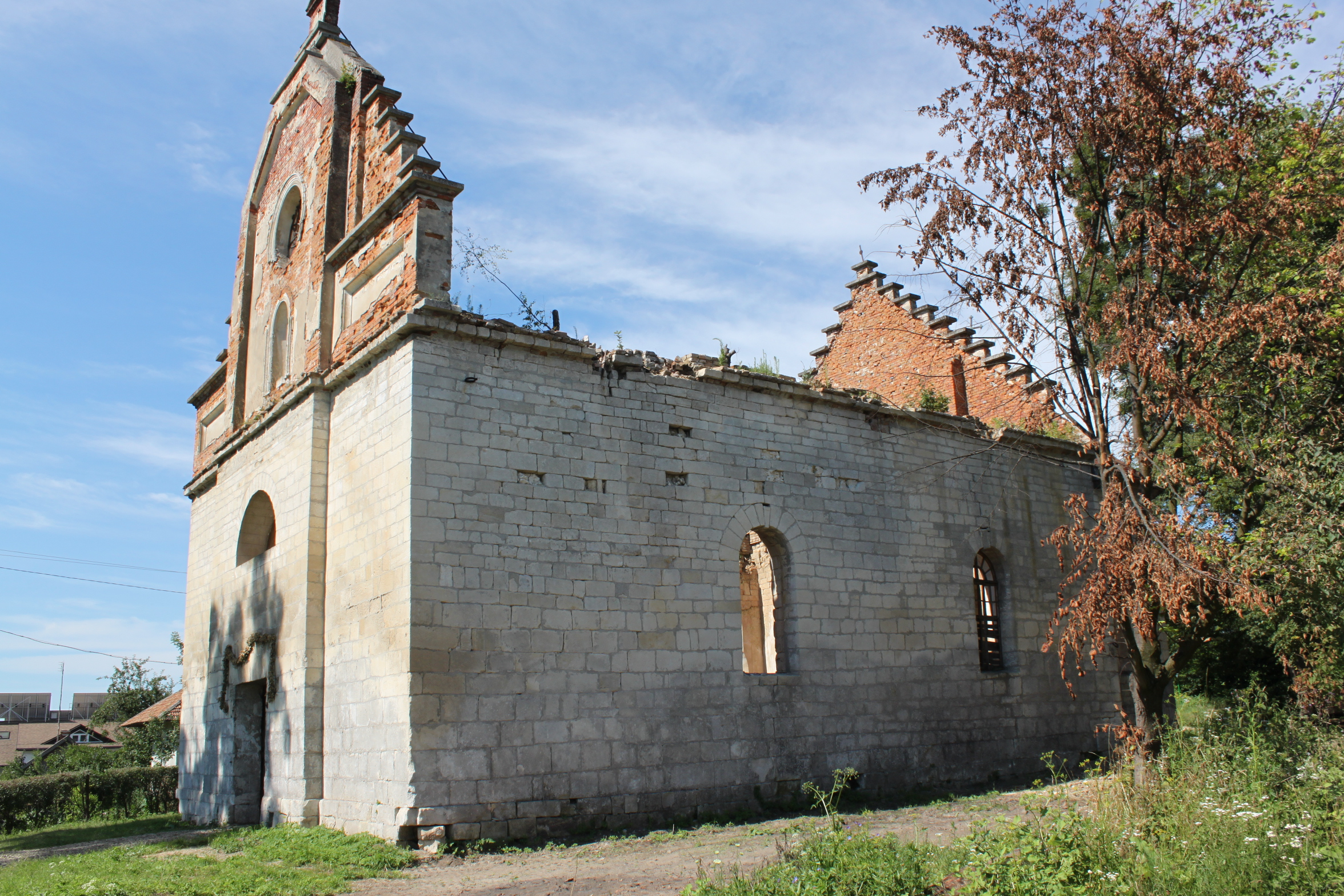
Костел Святого Валентина (1856)
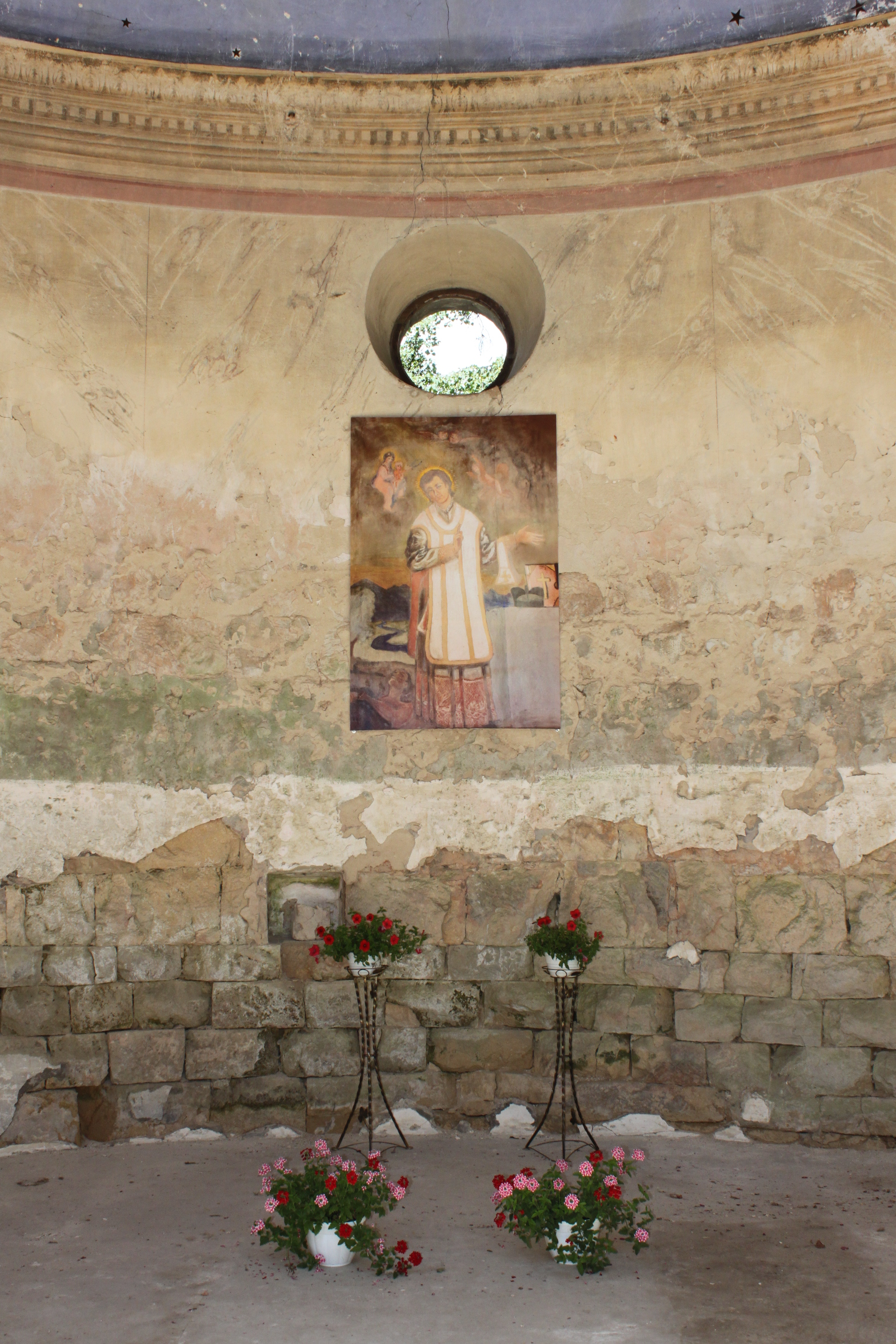
Храм (Костел) Святого Валентина. Образ Святий Валентин (репродукція роботи художника О. Е. Боржемського)
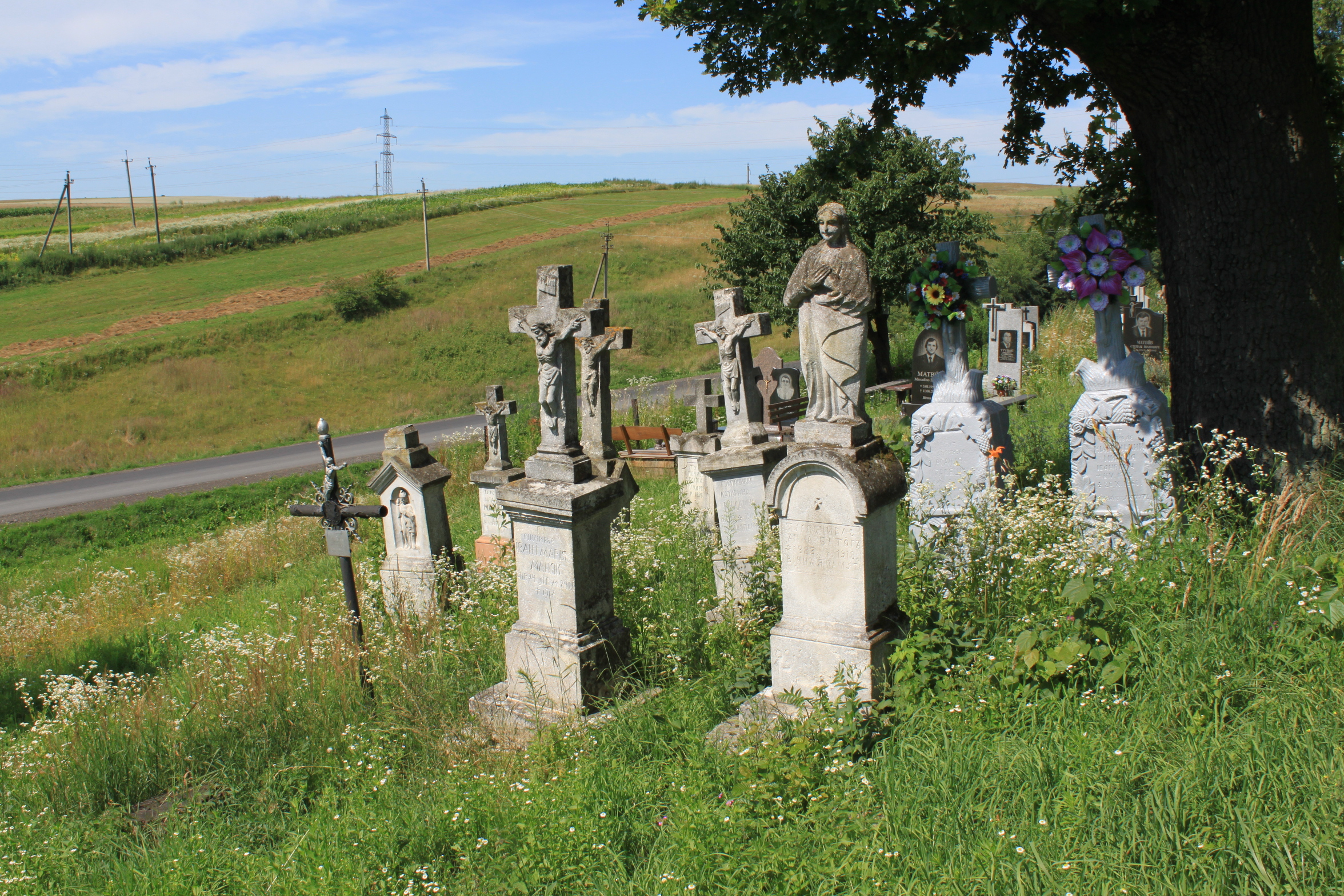
Цвинтар при храмі Покрови Пресвятої Богородиці
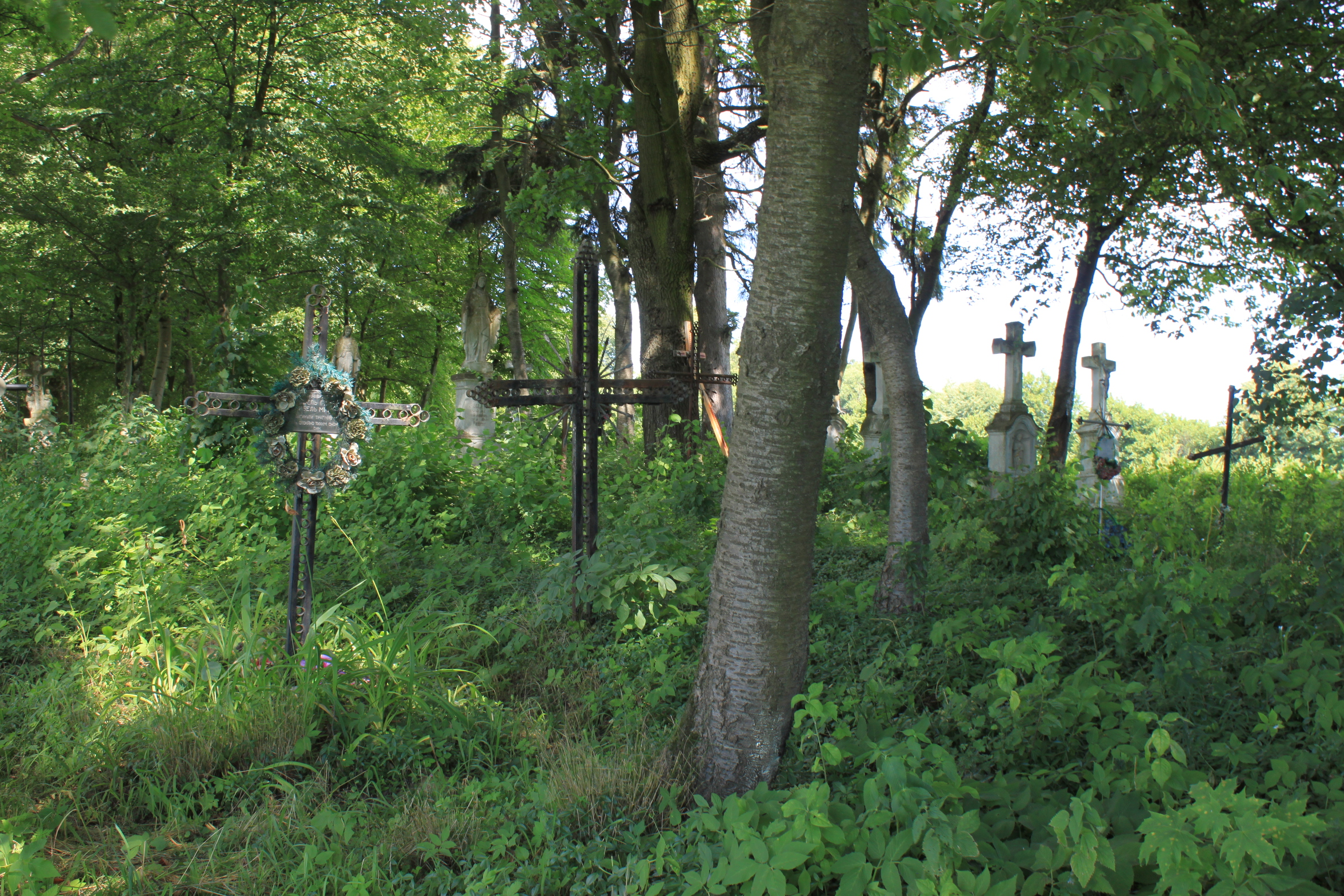
Старий цвинтар
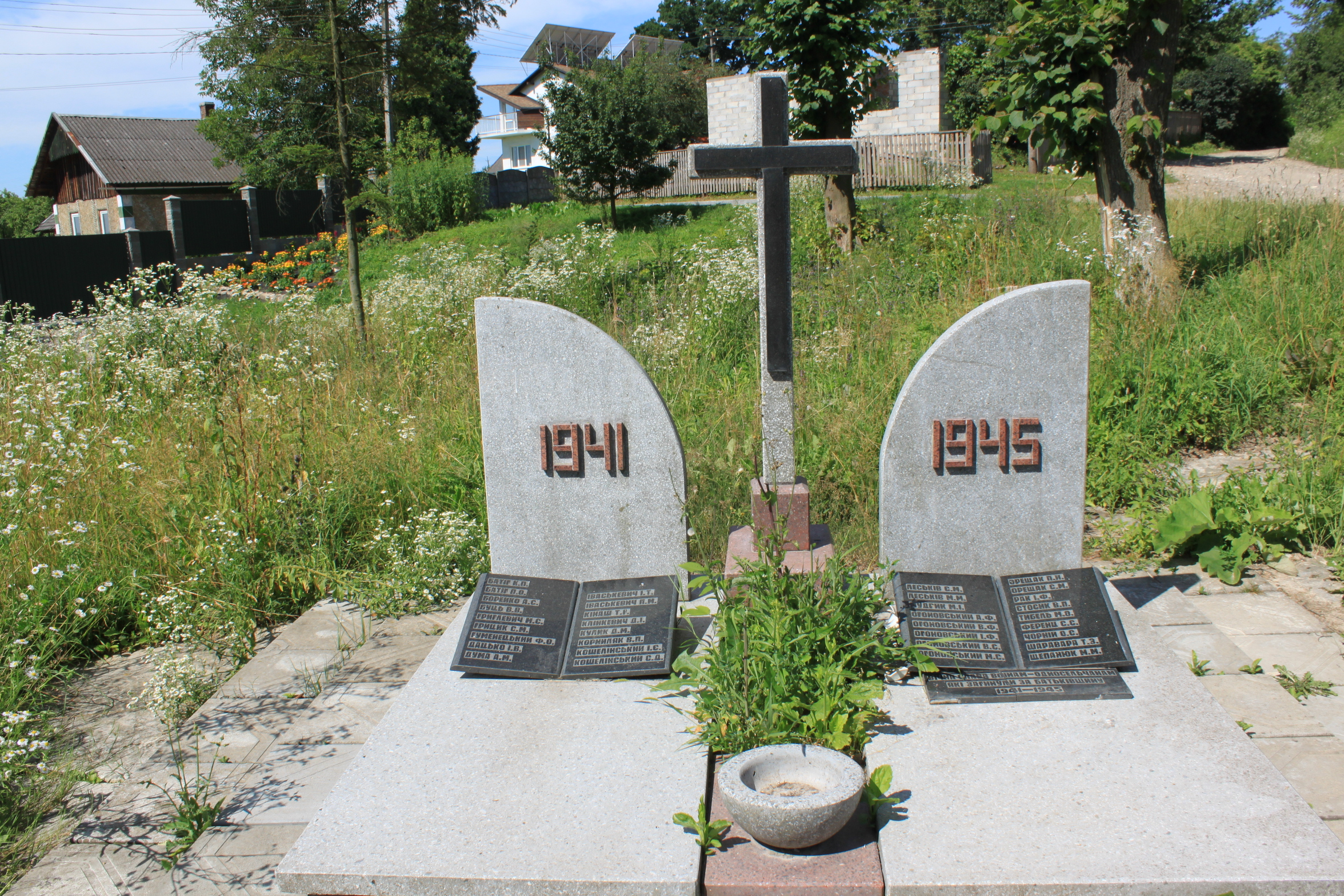
Пам'ятник воїнам-односельцям, які загинули у війні 1941—1945 років
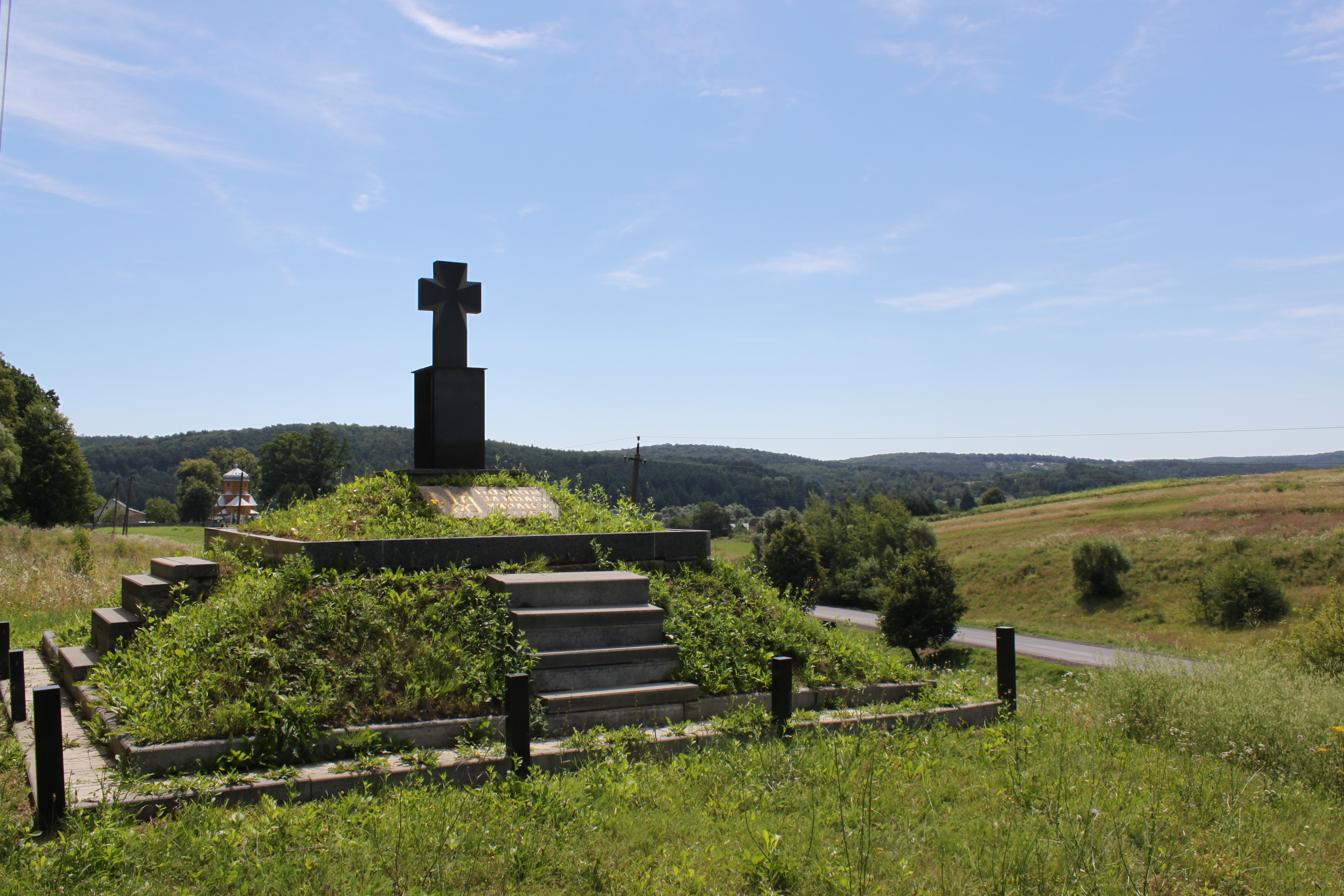
Меморіал Борцям за волю України

## Відео
- Ігор Боднар (12 липня 2016). с. Раковець. Костел Святого Валентина (1856 р.). youtube.com. YouTube. Процитовано 19 липня 2022.{{cite web}}:  Обслуговування CS1: Сторінки з параметром url-status, але без параметра archive-url (посилання)